# Wohnhof Am Unterbarmer Friedhof

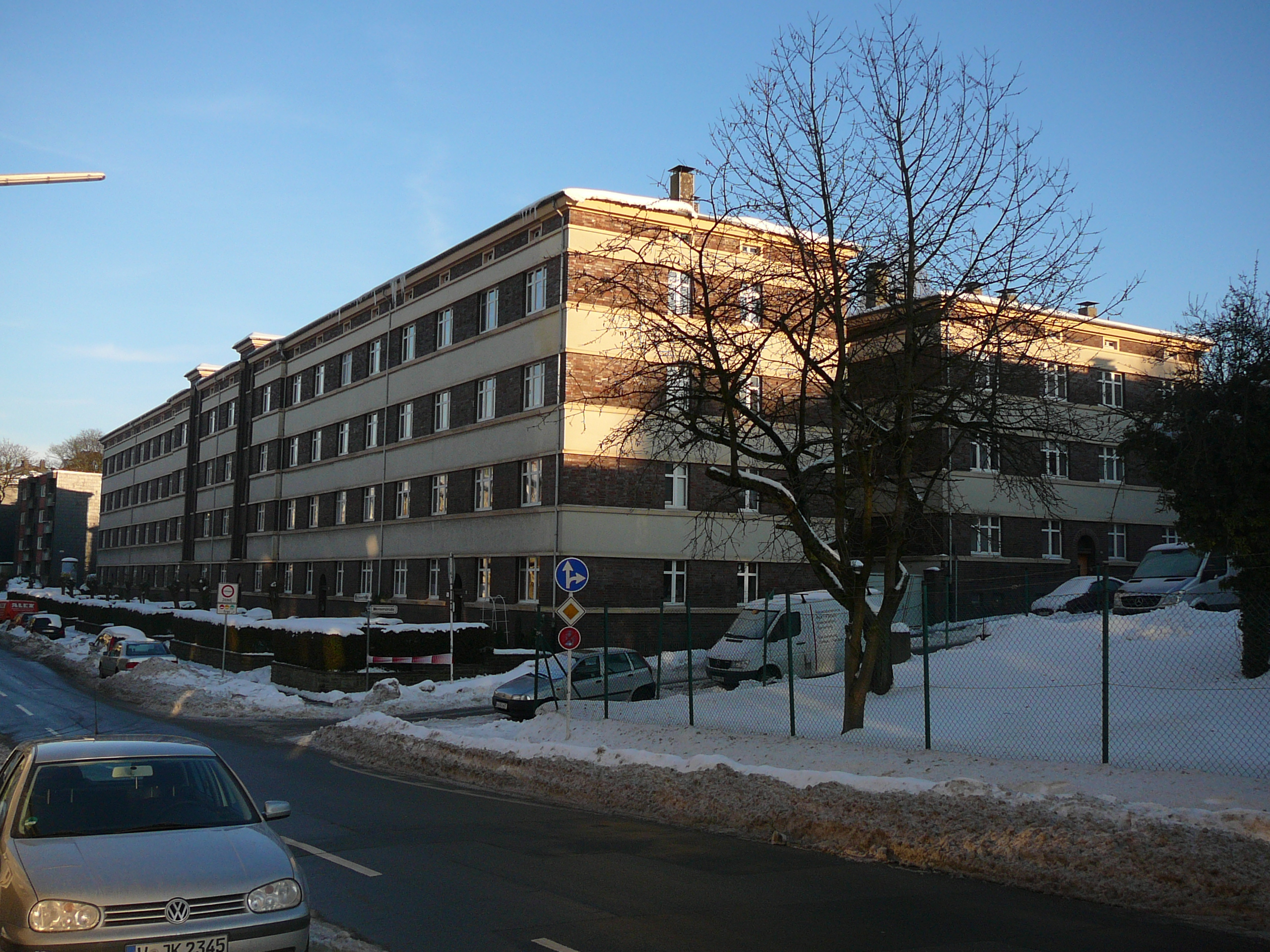
Der Häuserblock des Wohnhofes Am Unterbarmer Friedhof.

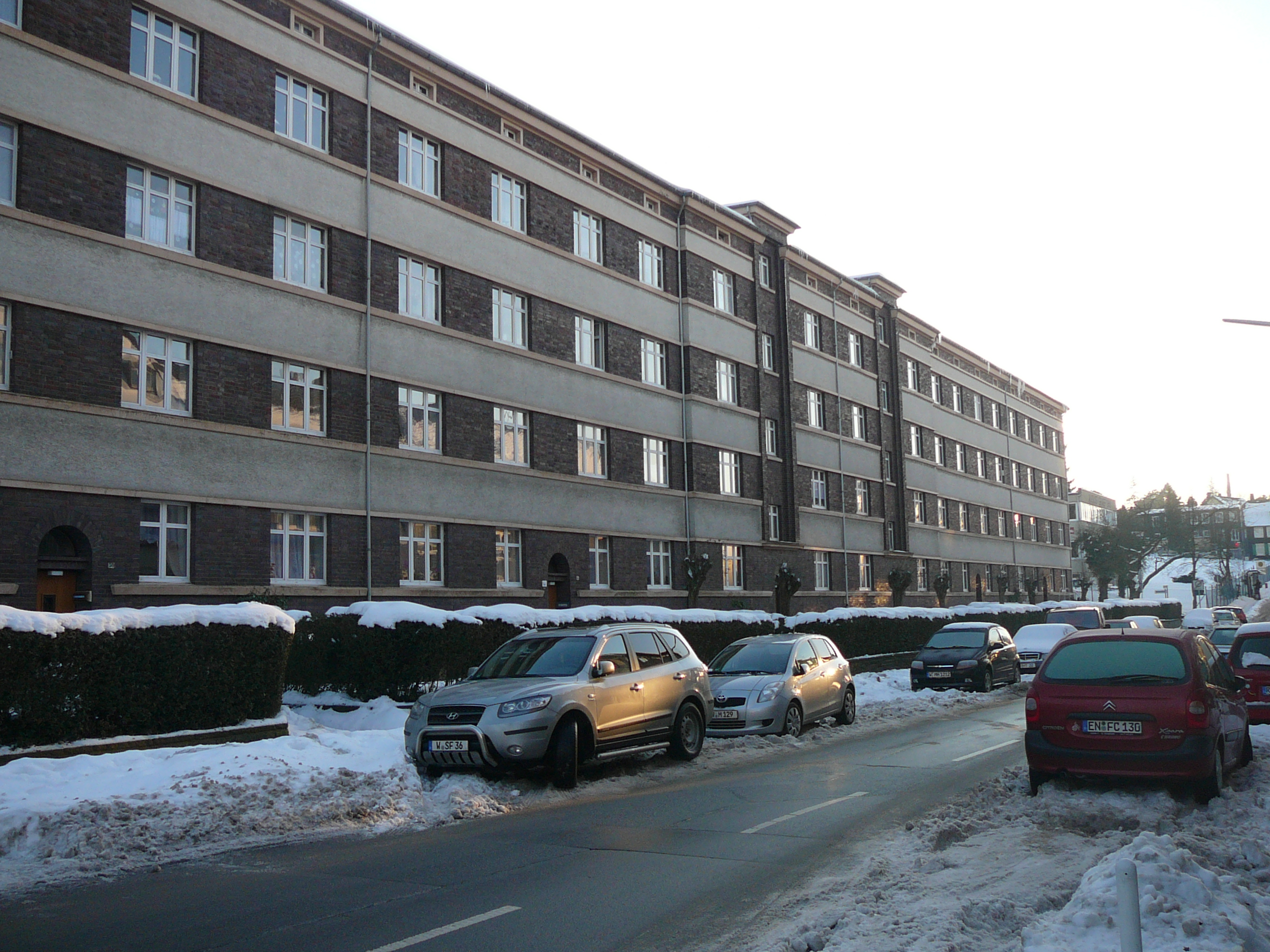
Eine Häuserfassade des Wohnhofes.

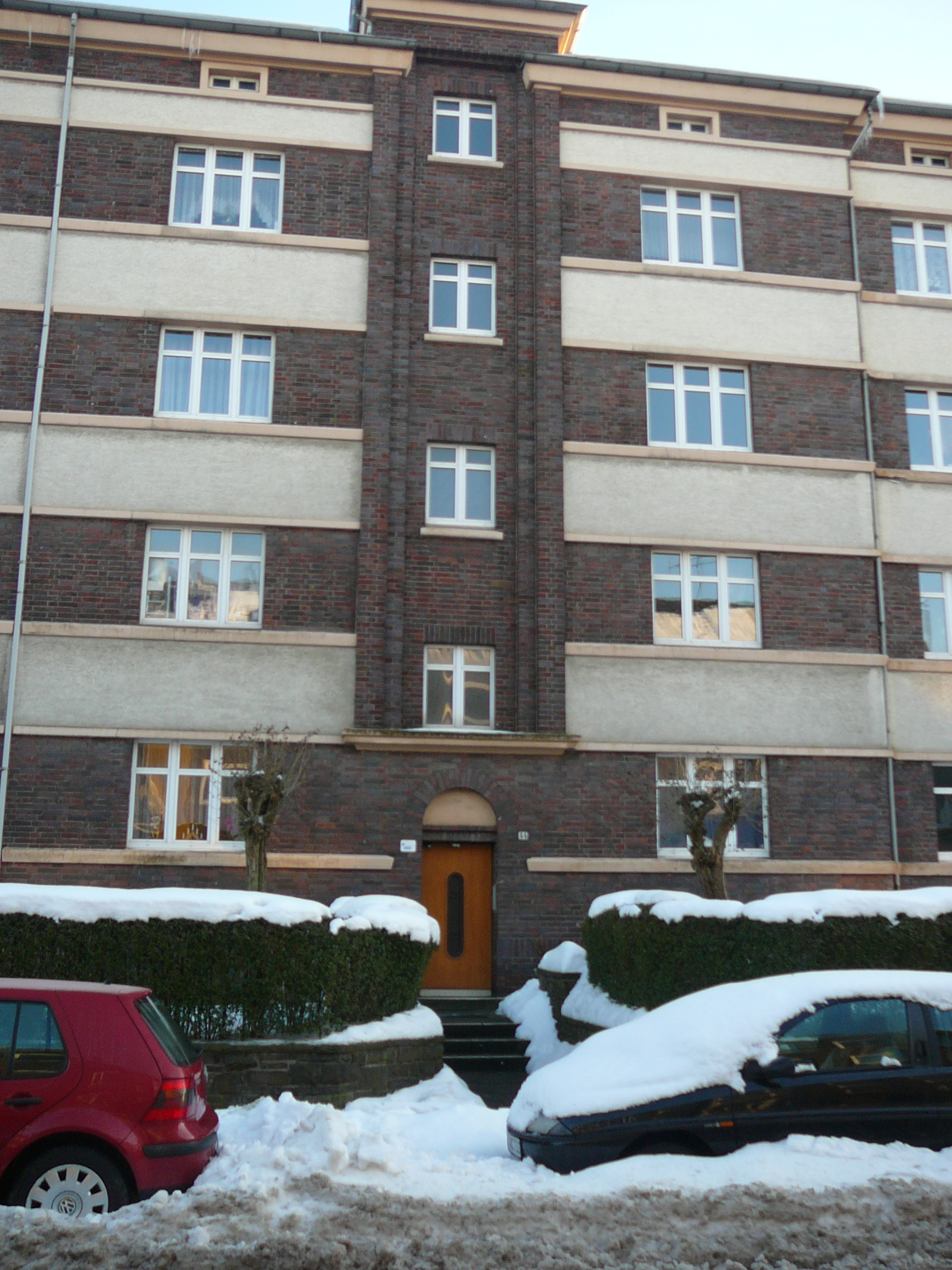
Der Eingangsbereich eines Hauses.

Die Wohnhof Am Unterbarmer Friedhof ist eine Wohnsiedlung im Stadtteil Barmen in der bergischen Großstadt Wuppertal in Nordrhein-Westfalen.

## Baubeschreibung
Der Wohnhof Am Unterbarmer Friedhof liegt im Stadtbezirk Barmen im Wohnquartier Kothen und besteht aus drei Gebäuden, hauptsächlich aus dem Wohnblock Am Unterbarmer Friedhof 40–50 (jeweils die geraden Hausnummern). Der Wohnblock wird umrandet den Seitenstraßen Wernerstraße und Fuchsstraße, die von der Straße Am Unterbarmer Friedhof nach Südosten abzweigen. In beiden Straßen wurde jeweils ein Siedlungshaus errichtet.
Der viergeschossige Wohnblock Am Unterbarmer Friedhof 40–50 ist mit einer waagerecht gegliederten Klinker-/Putzfassade versehen. Dieses Gestaltungsmerkmal wird bei den Siedlungshäusern Wernerstraße 13 und Fuchsstraße 18 fortgesetzt, wobei diese Gebäude in Rücksichtnahme auf der Topographie der Hanglage dreigeschossig ausgeführt worden sind. Die Häuser 44 und 46 erhalten durch die beiden Treppenhäuser mit Klinkerfassade eine vertikale Betonung. Die stärkere Betonung des Treppenhauses mit einem Mittelrisalit wurde auch beim Haus Fuchsstraße 18 zur Schauseite ausgeführt. Jeweils in den Bereichen der flachen Mittelrisalite wurde das Flachdach mit höher abgestuftem Traufgesims abgesetzt.

## Geschichte
Die Wohnsiedlung, die in den Jahren 1929–1930 vom Wuppertaler Bau- und Sparverein nach einem einheitlichen und für Wohnanlagen der 1920er Jahre typischen Gesamtentwurf erbaut wurde, griff aktuelle Formen von Berliner Bauten auf.
Am 19. September 1984 wurde der Wohnhof als Baudenkmal anerkannt und die Gebäude Wohnblock Am Unterbarmer Friedhof 40–50, Wernerstraße 13 und Fuchsstraße 18 in die Denkmalliste der Stadt Wuppertal eingetragen.